# Thors hammer (film)
|  | Denne artikel er oprettet af botten Steenthbot ud fra en ekstern database. Den kan derfor have sproglige fejl eller mangler. Denne skabelon kan fjernes efter kontrol af indholdet. |

Thors hammer er en dansk animationsfilm fra 1983 instrueret af Bent Barfod.

## Handling
Tegnefilm om de nordiske guder. Da Thors hammer forsvinder, bliver Loke sendt ud efter den. Men tudsedrotten Trym vil kun udlevere hammeren, hvis han får Freja som brud. Ravnene Hugin og Munin udtænker en plan. Thor bliver forklædt som kvinde, og han og Loke drager af sted for at narre tudsedrotten.